# Ryan Lewis
Ryan Lewis (ur. 25 marca 1988) – amerykański DJ i producent muzyczny.

## Single

### Macklemore & Ryan Lewis
- 2010: "My Oh My"
- 2011: "Wings"
- 2011: "Can't Hold Us" (feat. Ray Dalton)
- 2012: "Same Love" (feat. Mary Lambert)
- 2012: "Thrift Shop" (feat. Wanz)
- 2013: "White Walls" (feat. Schoolboy Q & Hollis)